# Biserica „Buna Vestire” din Cârțișoara
Biserica „Buna Vestire” din Cârțișoara este un monument istoric aflat pe teritoriul satului Cârțișoara, comuna Cârțișoara.

## Istoric și trăsături
Ridicarea bisericii, din piatră de râu și cărămidă, s-a făcut pe cheltuiala satului, între 1818 și 1821. Pictura, realizată de Nicolae Grecu, a fost terminată, potrivit pisaniei, în anul 1824. 
Biserica are un plan dreptunghiular alungit, cu absida semicirculară; i s-a adăugat ulterior un turn-clopotniță cu două etaje. Despărțirea naosului, destinat bărbaților, de pronaosul dedicat femeilor, este mai clară la această biserică, în general ea fiind mai puțin evidentă. Lângă intrarea în biserică se află o troiță din piatră, zugrăvită de către meșterul localnic Matei Purcariu „Țimforea”.

## Pictura murală
Pictura bisericii, destul de bine conservată, a fost lucrată în frescă de zugravul Nicolae Grecu (fiul). Pe bolta naosului se poate vedea „Pantocratorul”, realizat, probabil, după un model, având în vedere expresivitatea feței. Pe arcul dintre naos și pronaos sunt redate „Patimile Domnului”, personajele scenelor fiind pitorești și dinamice. Pronaosul este decorat cu imagini în care personajele principale sunt femei, iar scenele de la parterul turnului descriu subiecte sociale și moralizatoare ale „Judecății de Apoi”.

## Vezi și
- Cârțișoara, Sibiu

## Imagini

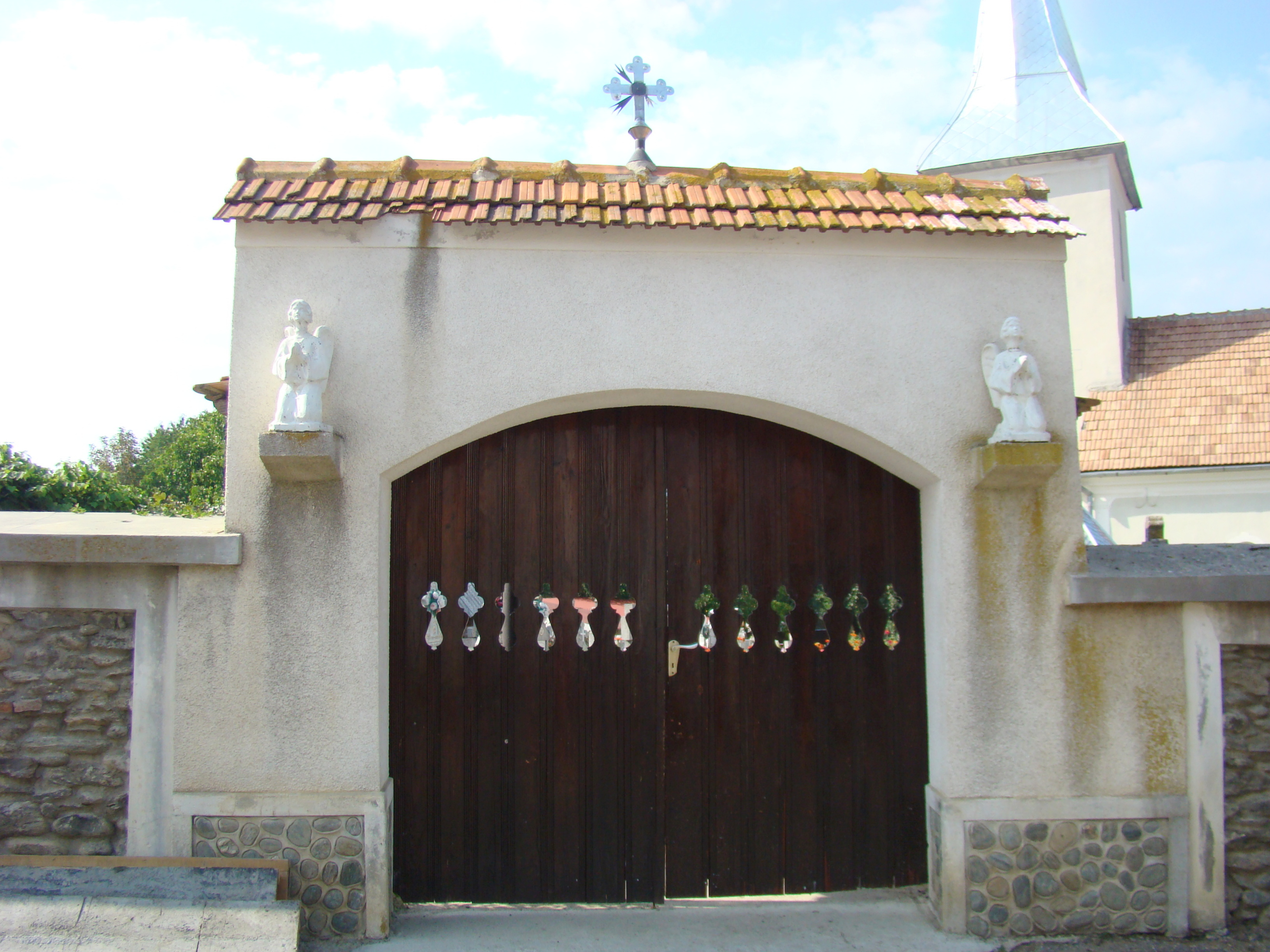
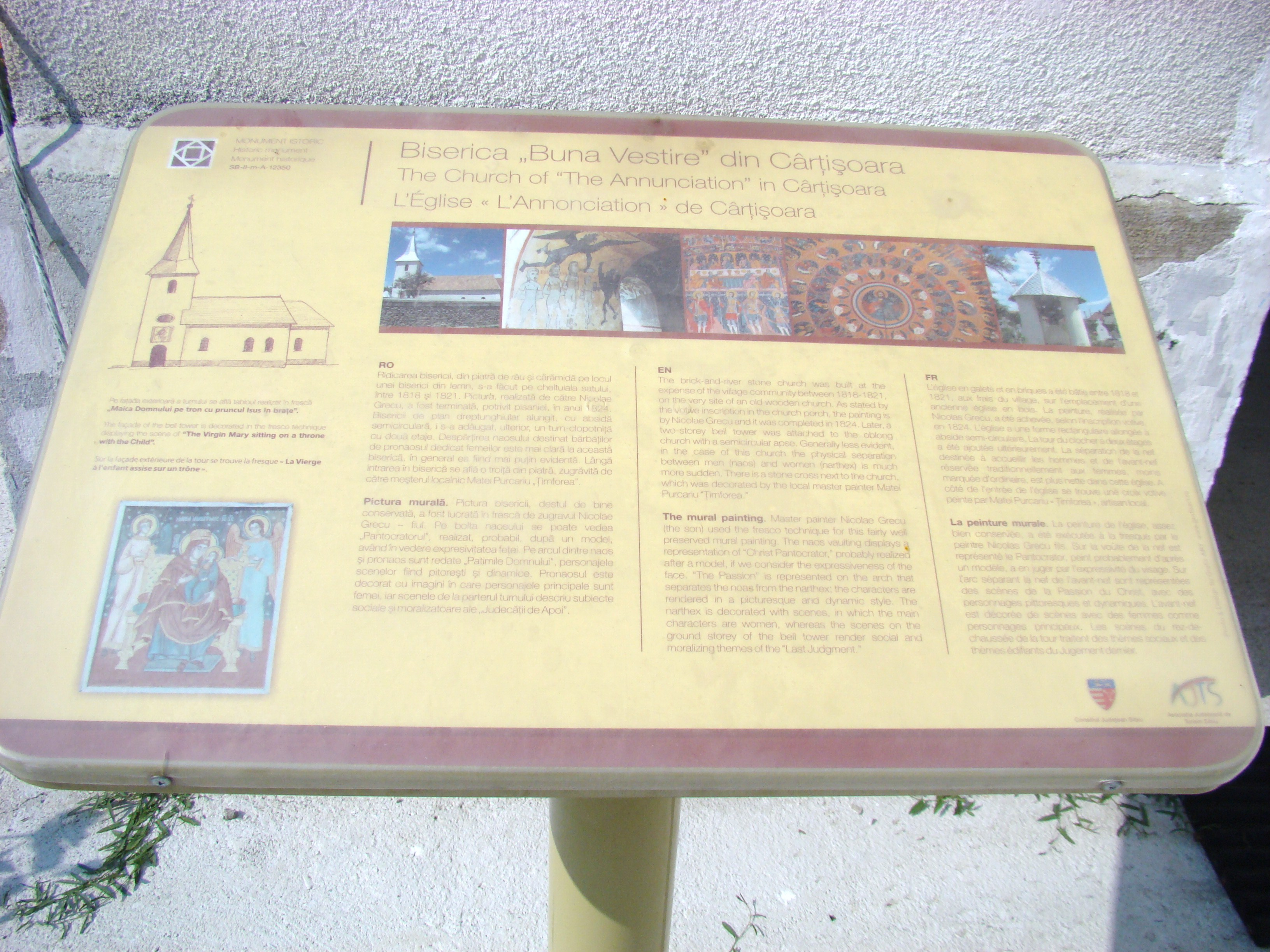
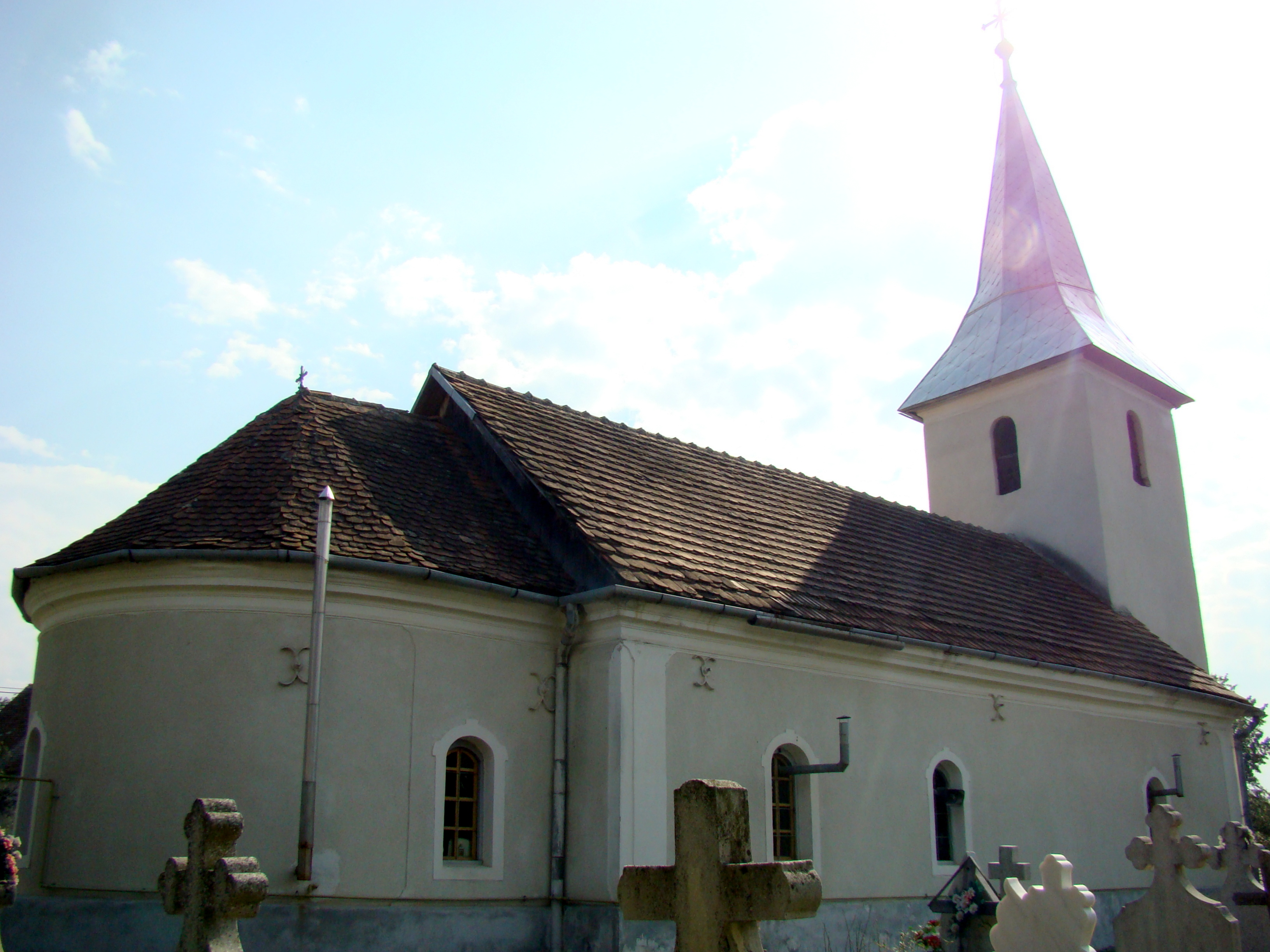
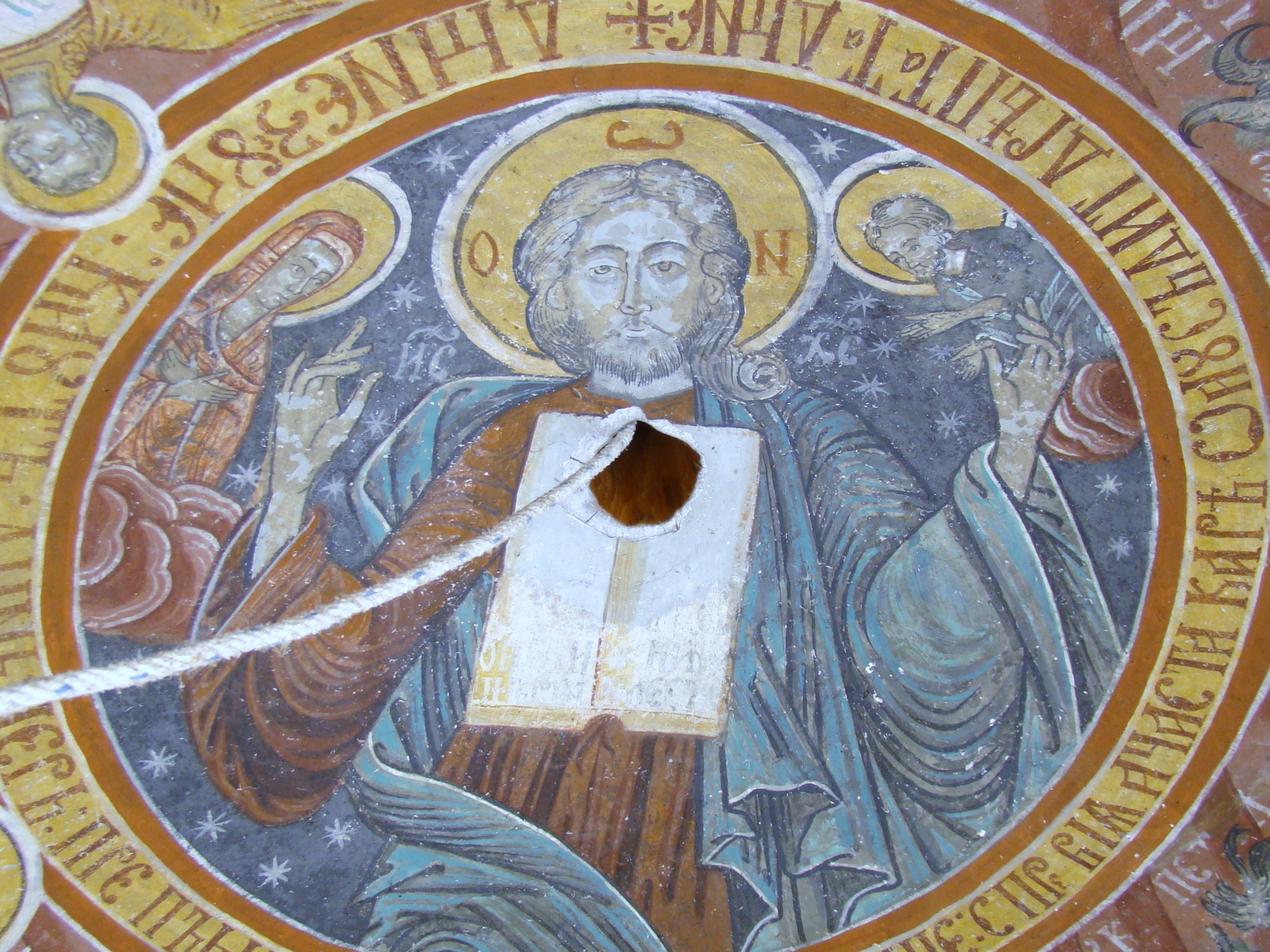
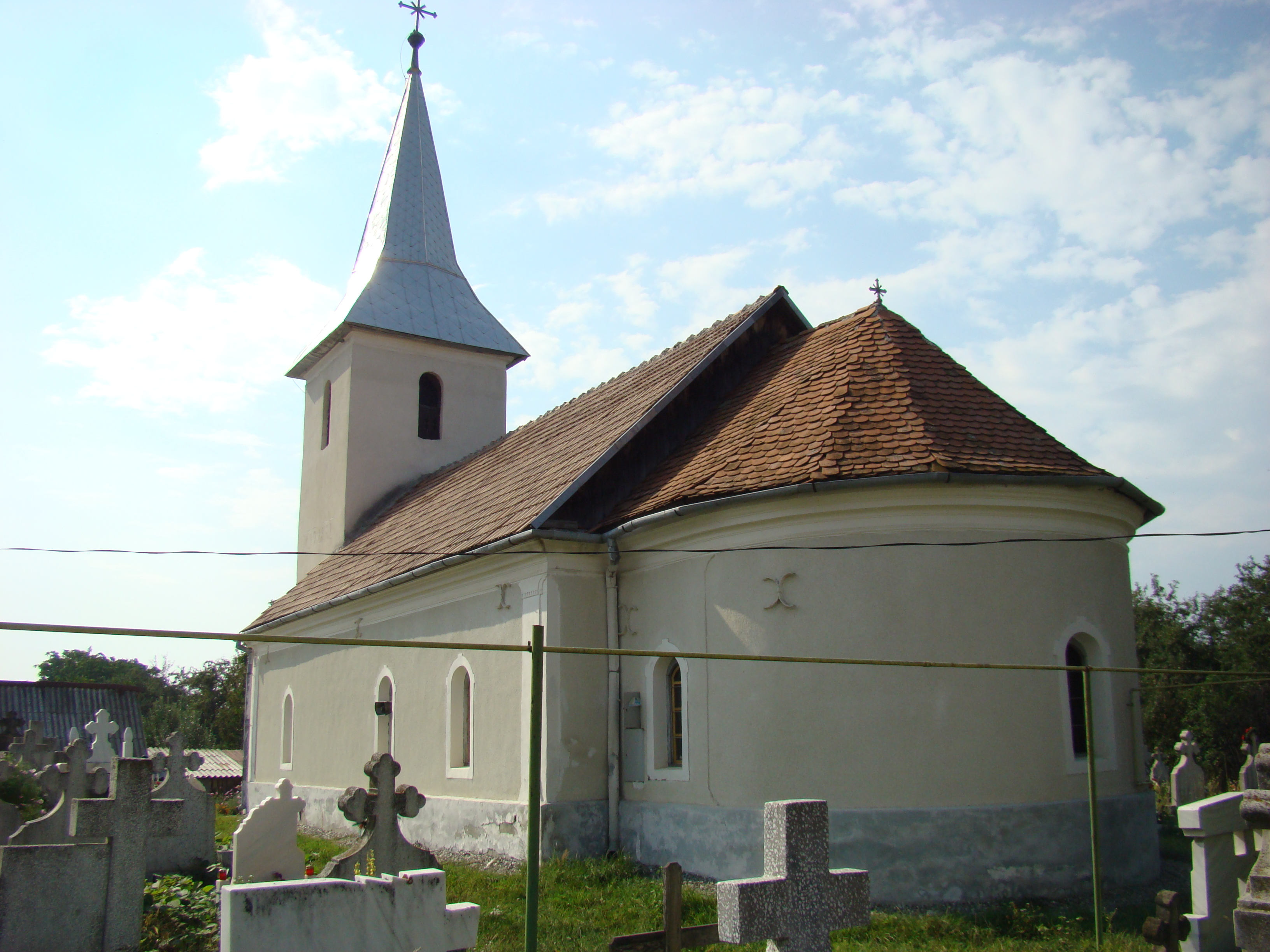
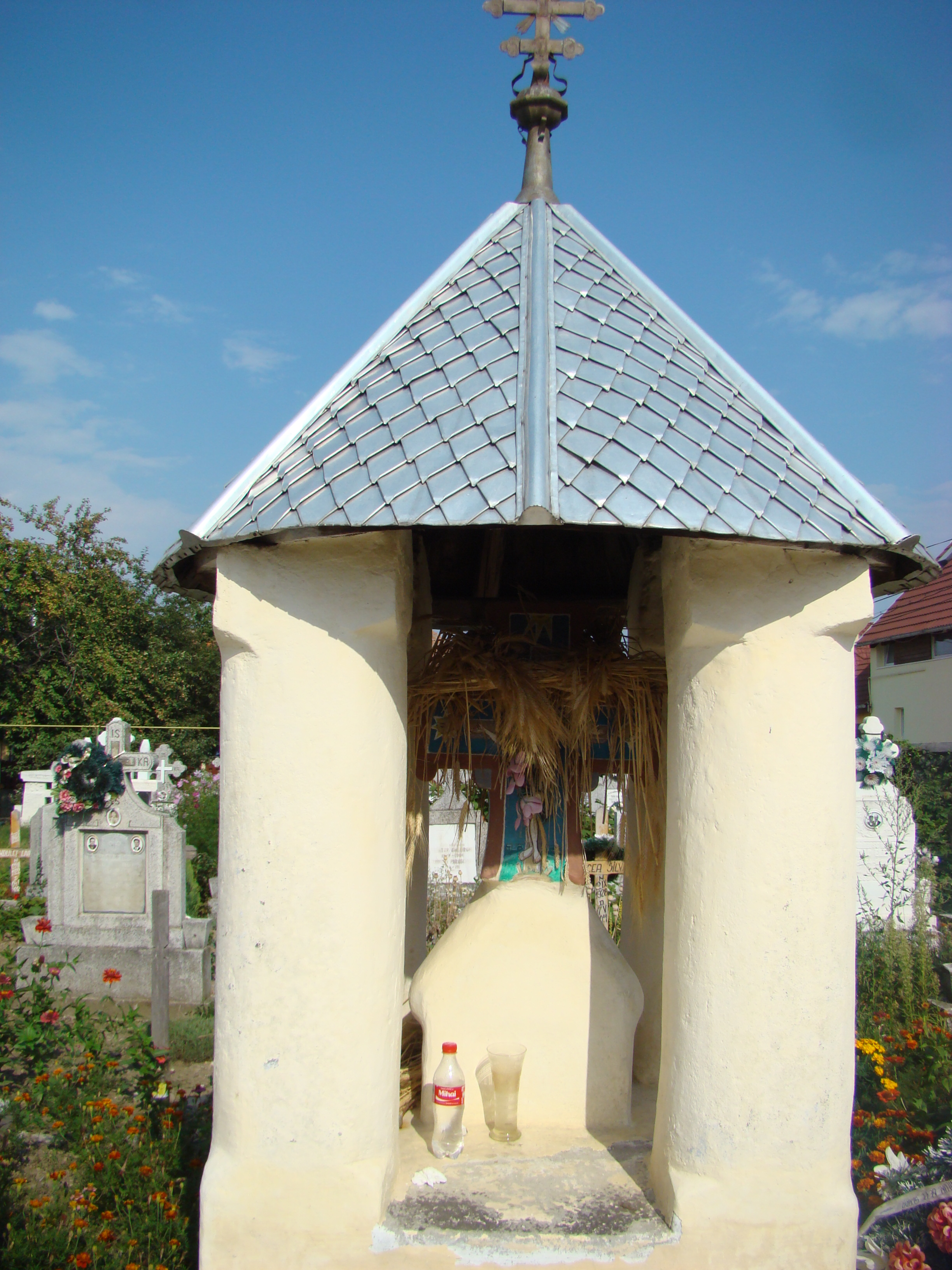
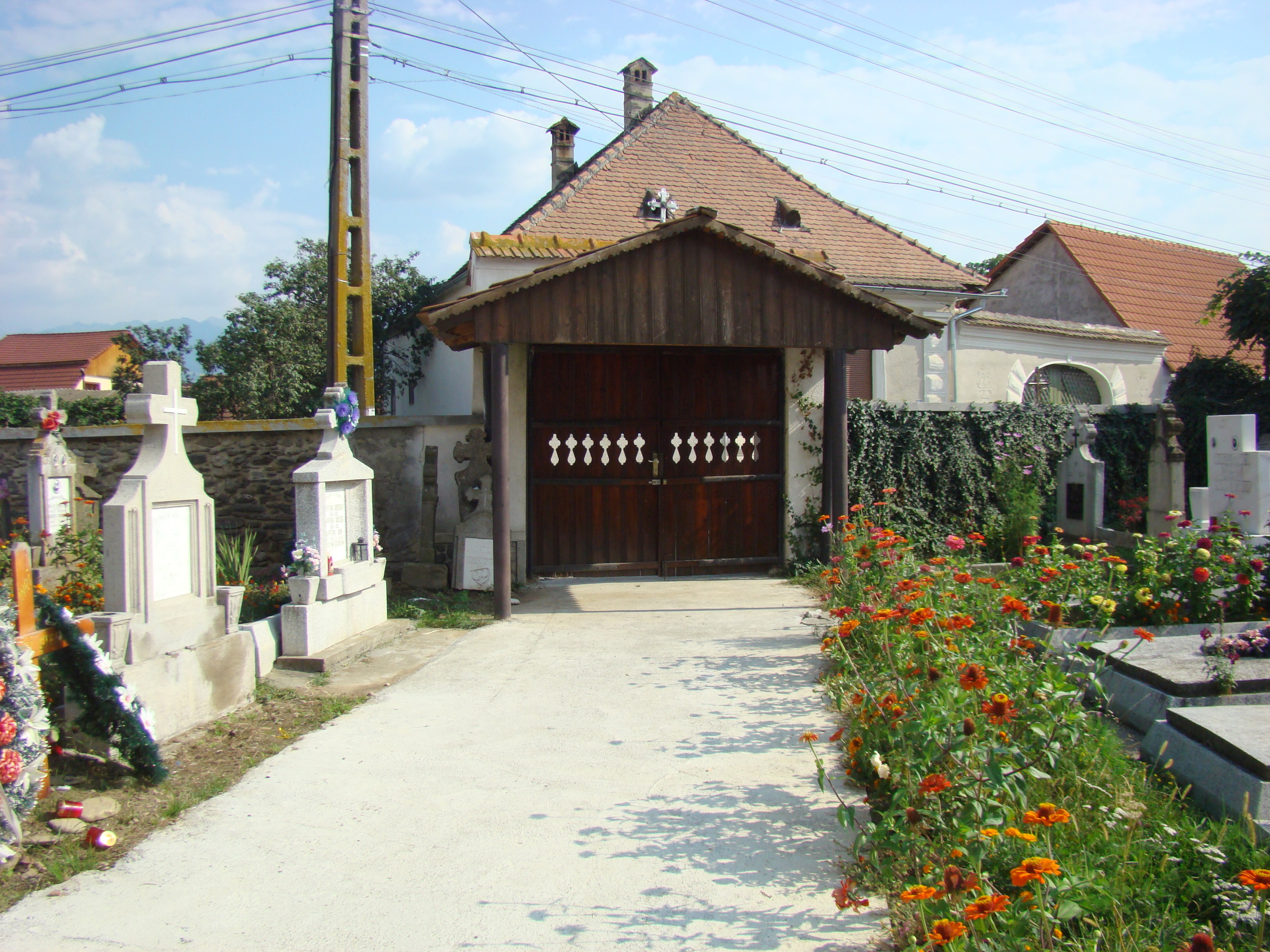
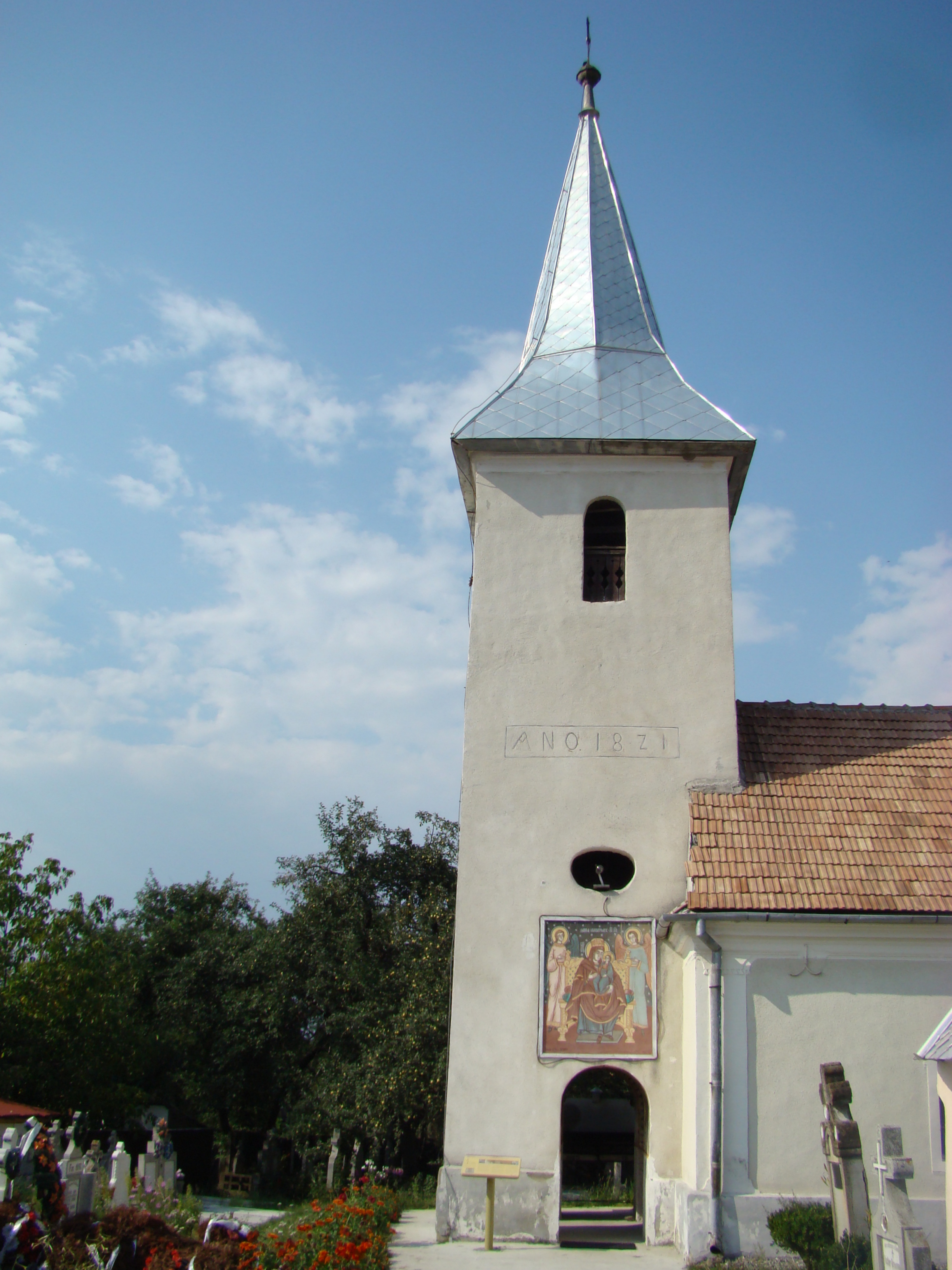
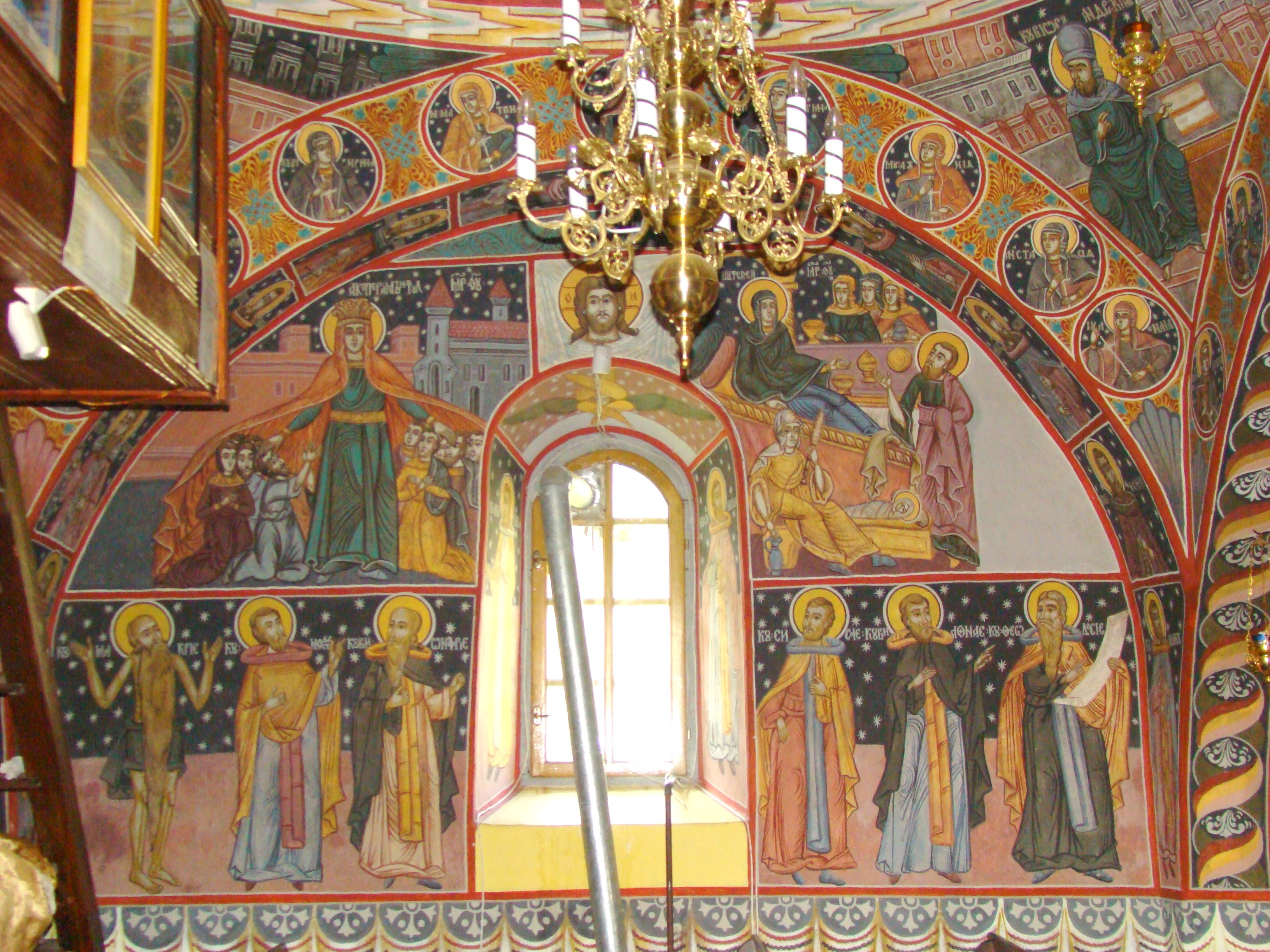
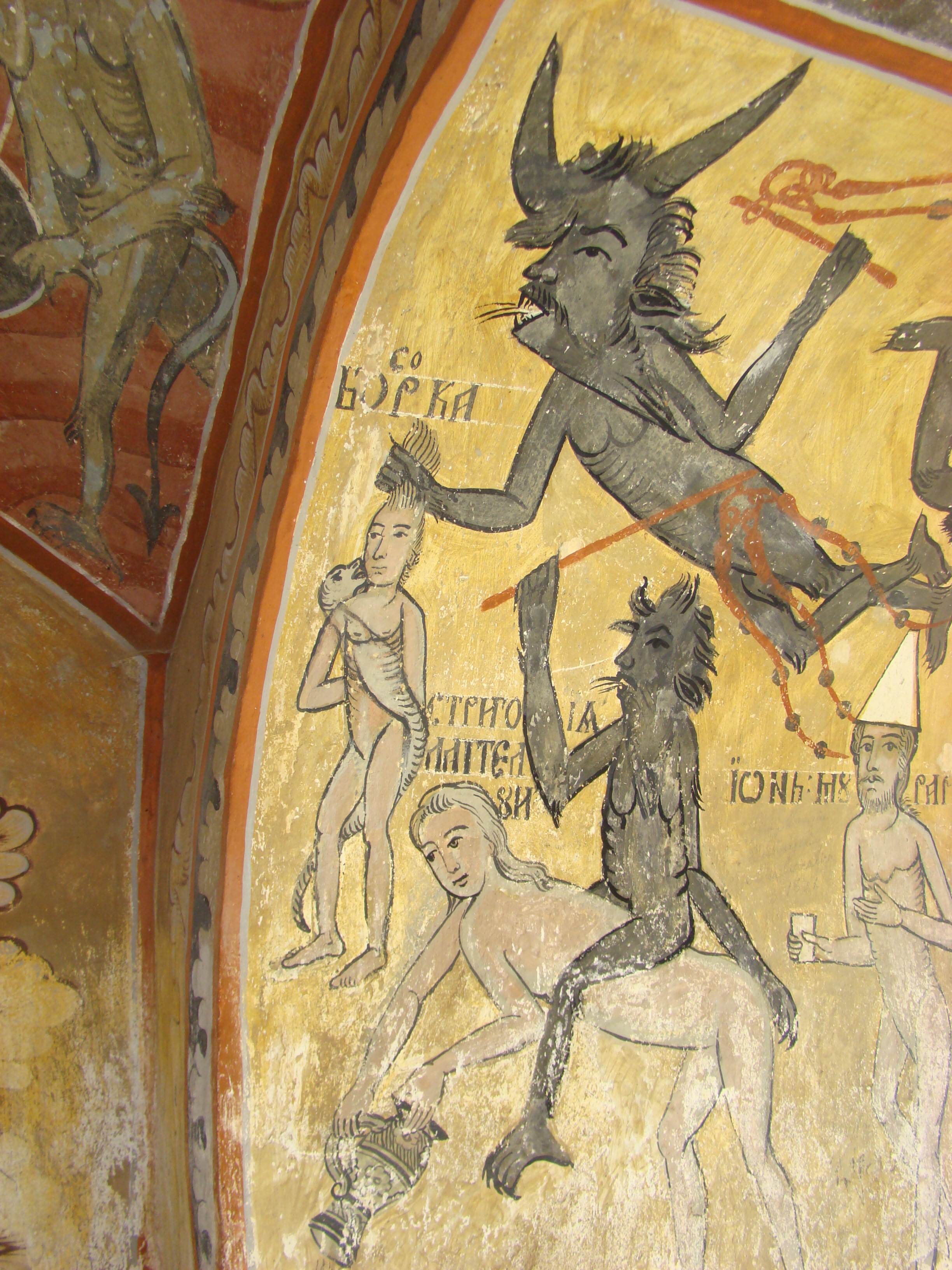
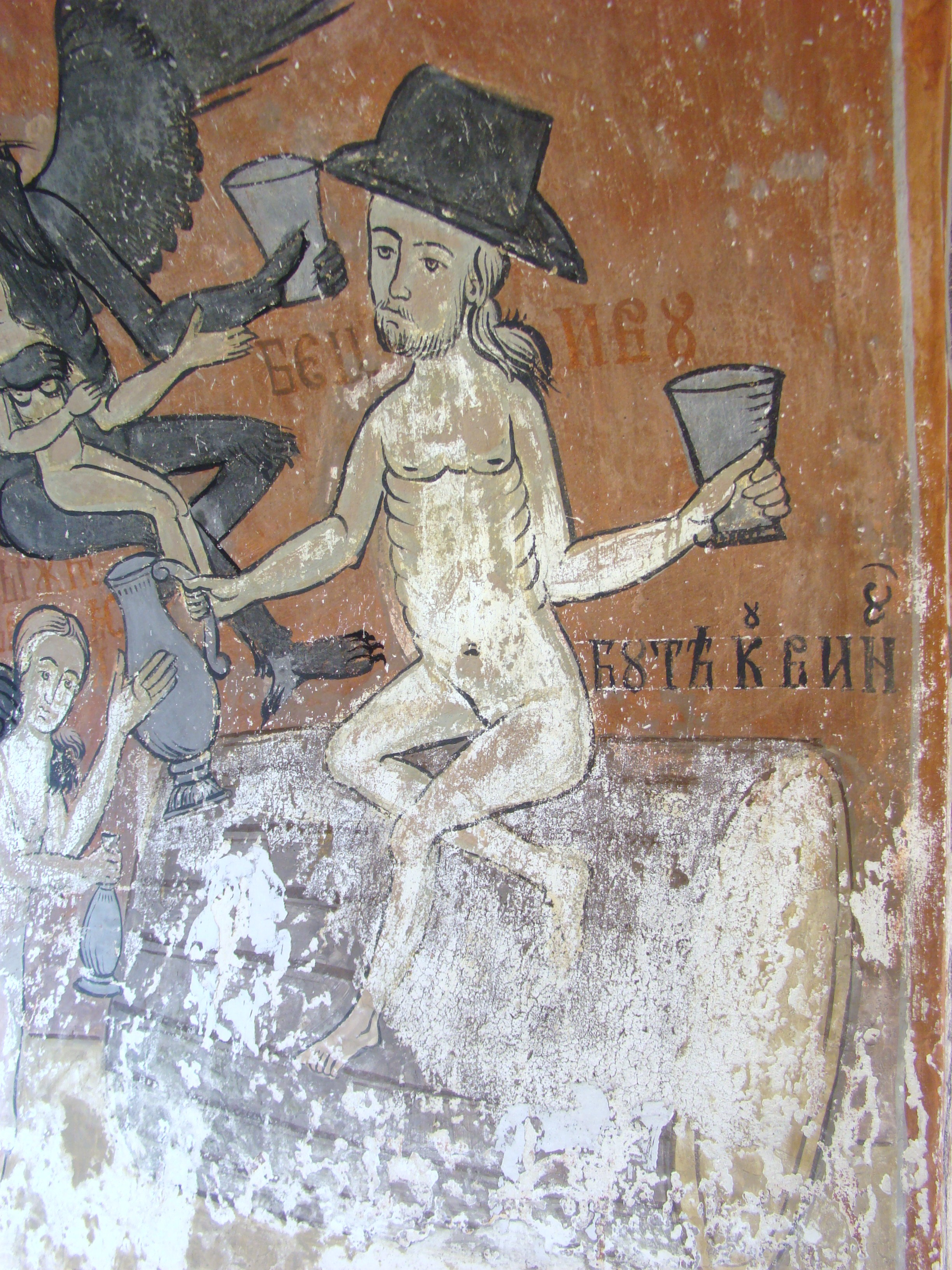
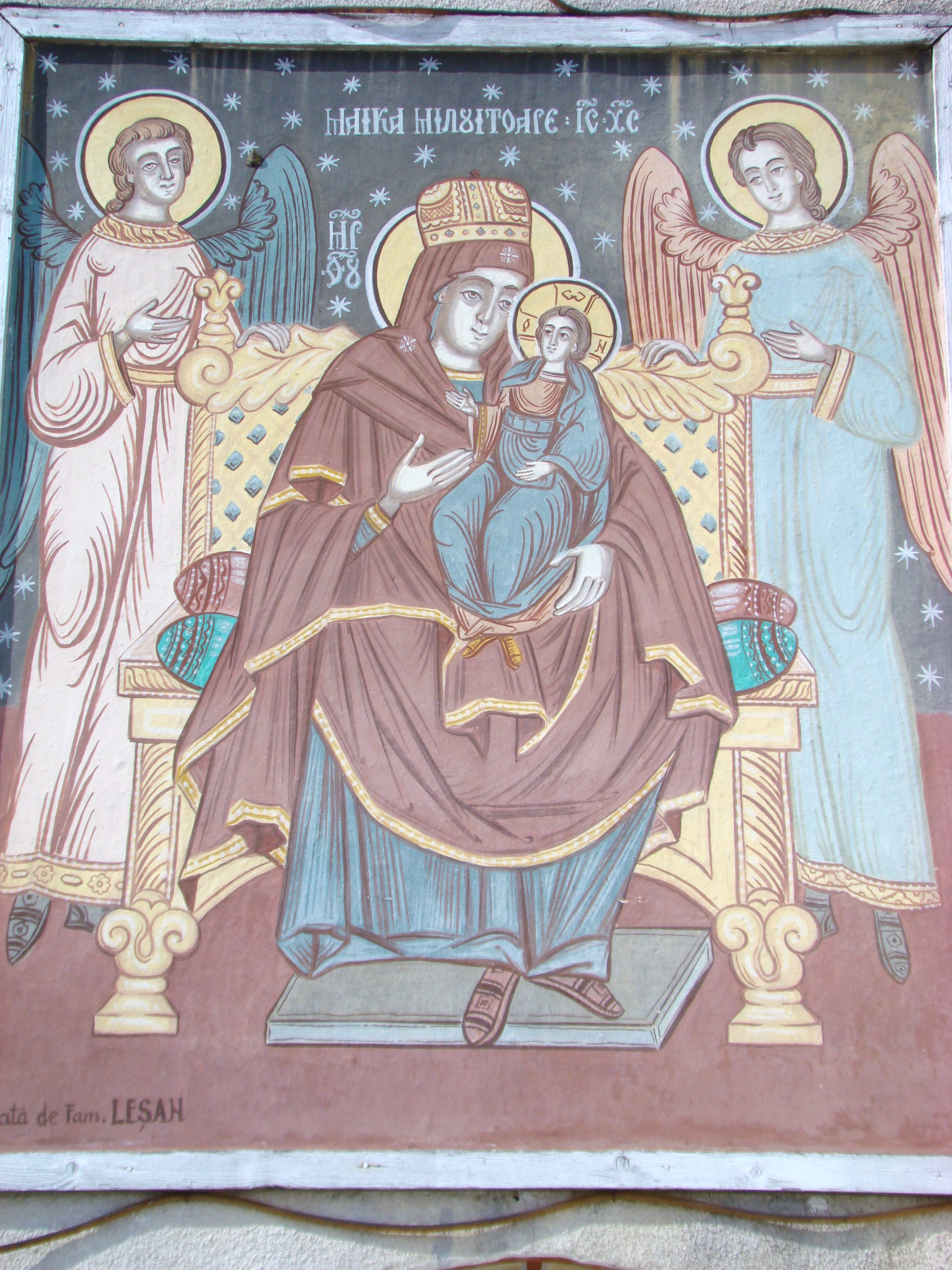
Maica Domnului pe tron cu pruncul Isus în braţe
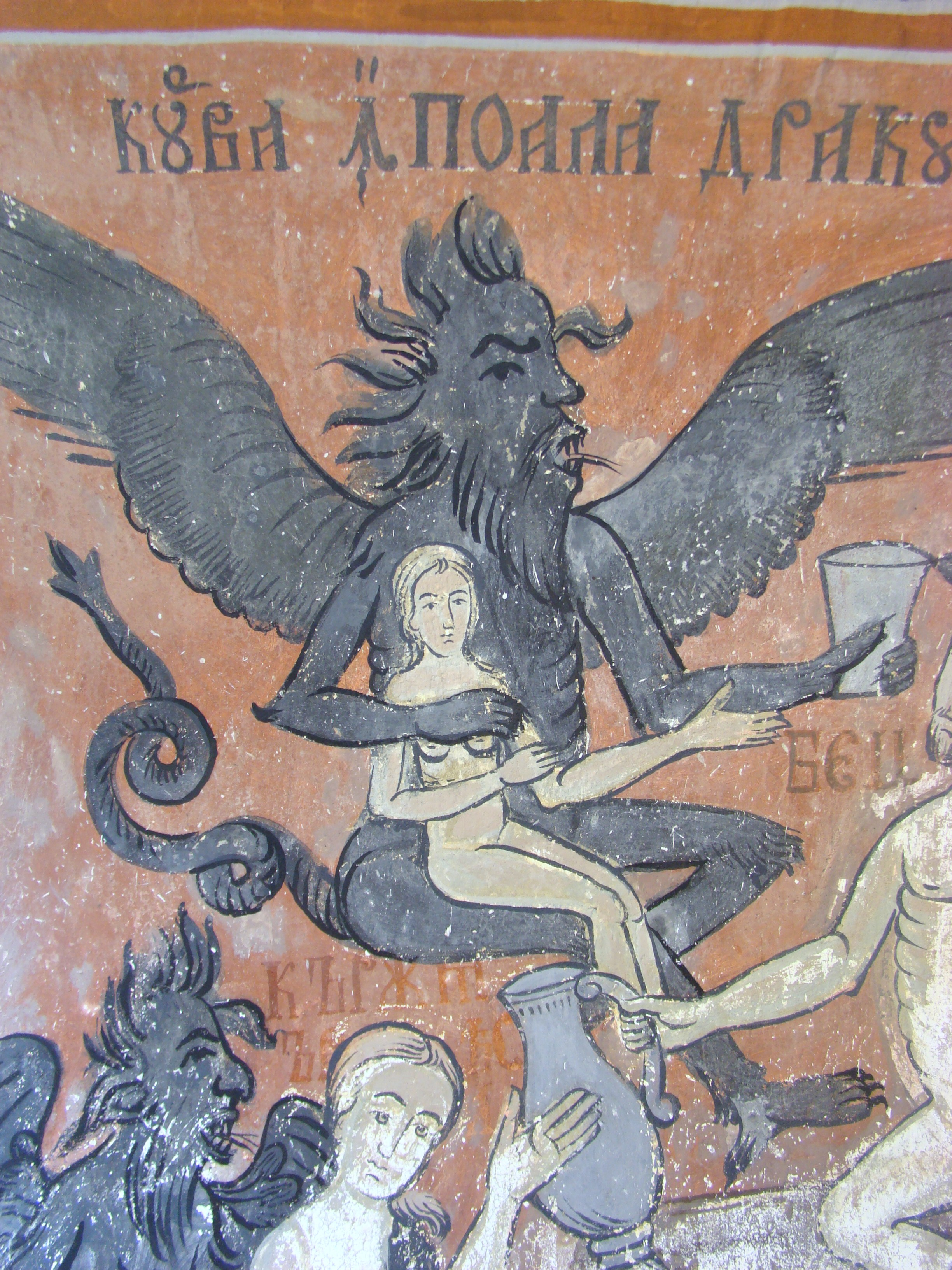
Detaliu din „Judecata de Apoi”
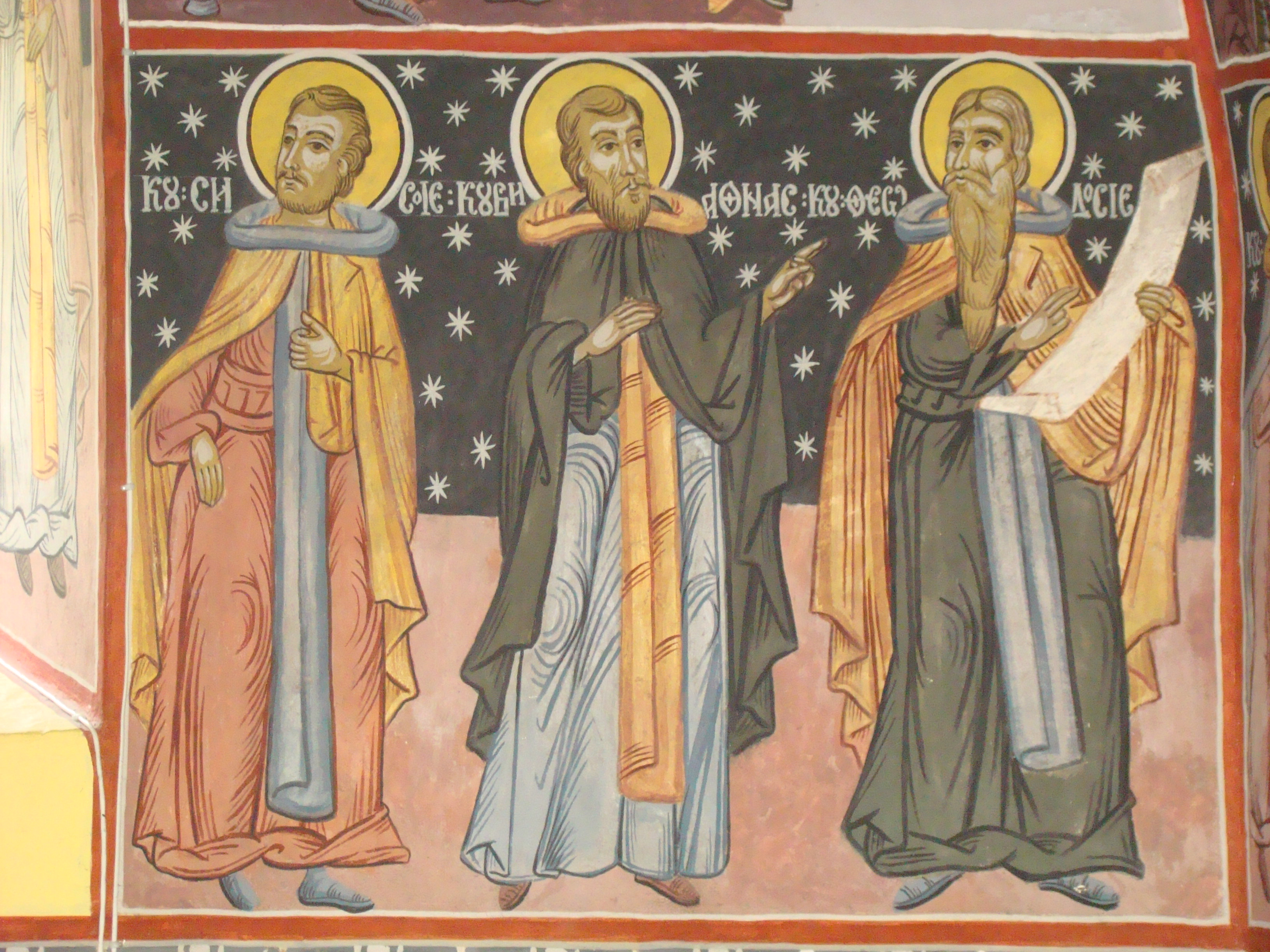
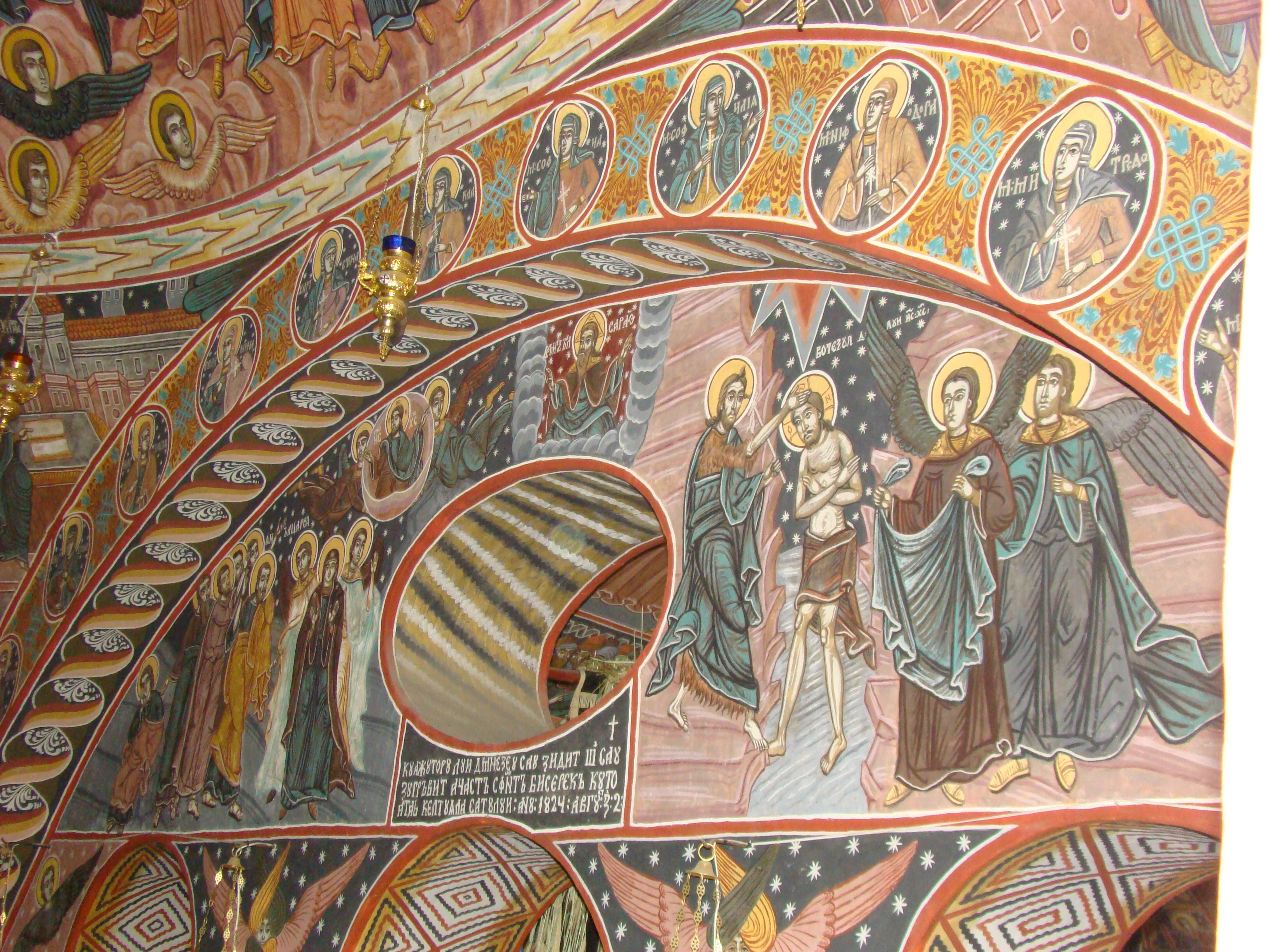
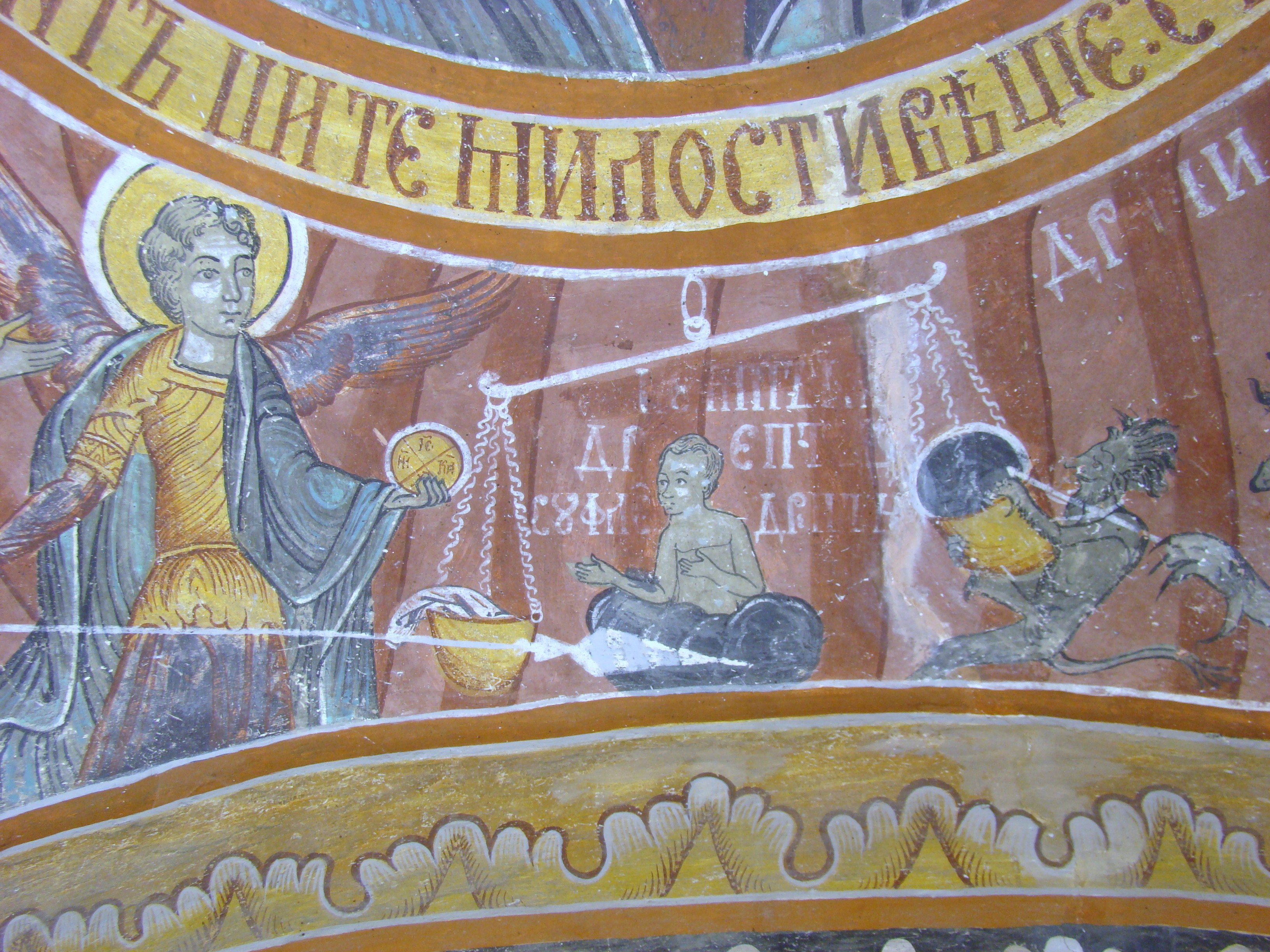